# Sayyid Khalifa ibn Harub
Sayyid Khalifa ibn Harub al Bu Said, född 26 augusti 1879 i Muskat, Oman, död 9 oktober 1960 i Stone Town, Zanzibar, Han var son till Harub ibn Thuwayni, och efterträdde sin kusin och svärfar som sultan av Zanzibar, 9 december 1911, vid dennes abdikation.